# Кристиян Върбановски
Кристиян Александров Върбановски (или Крис Върбановски) е български актьор, певец, режисьор, сценарист, влогър, ютюбър и инфлуенсър. Известен е с озвучаването на филми и сериали, както и с участието си в осмия сезон на музикалното риалити „Гласът на България“.

## Биография
Върбановски е роден на 1 април 2003 г. в град София, Република България.
През 2008 г. започва да се занимава с пеене, като се присъединява към детската вокална група „Бон-Бон“.
На 26 октомври 2013 г. участва в епизод от предаването „Музикална академия“ по TV7. Изпълнява „Сбогом, моя любов“ с Етиен Леви.
Между 3 и 11 юни 2016 г. участва в националната селекция „Децата на България са супер“ на „Детската Евровизия“, който се излъчва по БНТ 1 с водещи Драгомир Драганов и Йоанна Драгнева.
На 10 април 2020 г. стартира своя YouTube канал, където качва видеа, които съдържат кавъри на песни, скечове и обяснение за дублажи. Той има над 17 000 абонати и 45 видеа. Любимите му реплики са „Здравейте, мили хора, аз съм Крис“ в началото и „Надявам се, че направих деня ви поне една идея по-добър! До скоро!“ в края. На 15 февруари 2023 г. спира да качва видеа заради обучението си в Ню Йорк. Последното му видео в неговия канал е „Любовните неволи на Крис“.
На 3 октомври 2021 г. участва в осмия сезон на музикалното риалити „Гласът на България“ и попада в отбора на Иван Лечев. Там изпълнява песните „Location“ и „Tout L Univers“.
През май 2022 г. завършва Американския колеж в София. През септември е приет в Нюйоркския университет в Ню Йорк, САЩ, където учи кино и телевизия.
През 2024 г. прави режисьорския си дебют на късометражния филм Straight to The Bottom, сниман в Чехия.

## Актьорска кариера
Върбановски е участвал в три представления на група „Бон-Бон“ – „Котешката банда“ в ролята на плъхът Рат Сурат, „Пепеляшка“ в ролята на Началникът на войската, и „Алиса в огледалния свят“ в ролята на Бащата на Алиса и Белия цар.
През 2018 г. участва в уеб сериала „Не така, брат!“ с ролята си на Фори.

## Кариера на озвучаващ актьор
През зимата на 2015 г., на 12-годишна възраст започва активно да се занимава с нахсинхронен дублаж на филми и сериали, когато бива поканен от режисьорката Ваня Иванова. Озвучавал е много роли в сериали на „Картун Нетуърк“, „Дисни Ченъл“ и „Никелодеон“. Работи в дублажните студия „Александра Аудио“, „Доли Медия Студио“ и „Про Филмс“. Работил е с режисьори като Ваня Иванова (Иванка Йонкова), Мариета Петрова, Василка Сугарева, Живка Донева, Симона Нанова, Анатолий Божинов, Анна Тодорова, Евгения Ангелова, Ива Стоянова, Виктор Иванов, Николай Петров и Сотир Мелев.
Първите му роли в озвучаването са на Банга в „Пазител на Лъвските земи“ и най-известния му герой Линкълн Шумников във „Къщата на Шумникови“, в който добива популярност и до днес.
Другите му роли са на Стивън Вселенски в „Стивън Вселенски: Филмът“ и „Стивън Вселенски: Бъдещето“, Лойд в „Нинджаго“, Дан в „Бакуган: Батъл Планет“, Тео в „Апчих!“, Агент Бинки в „Агент Бинки: А.С.Т.Р.О. агенти“, Барбадан в „Барбароните“, Бокартър Хъмфри в „АЛВИННН! и катеричоците“, Майк в „Гоуст Форс“, Ем-Ка в „Монки Кид“, Джей Би в „Тайният свят на Финик“ и други.
След заминаването му за САЩ, Върбановски е сменен от Владимир Зомбори в ролята на Ем-Ка от третия сезон на „Монки Кид“, Момчил Степанов в ролята на Лойд в „Нинджаго: Дракони Възходът“ и Андрей Манов в ролята на Линкълн от средата на седмия сезон на „Къщата на Шумникови“.

## Музикална кариера
През 2022 г. Върбановски записва дебютната си песен „Broken Arrow“, а текстът е на Владимир Ампов – Графа.

## Филмография
Актьор
- „Не така, брат!“ (2018) – Фори

Режисьор
1. Straight to the Bottom (2024), късометражен филм
2. „Тиха стачка“ (2025), късометражен филм
3. Dream Park (2025), късометражен филм

## Роли в озвучаването
| Актьор        | Заглавия                                                                                                  | Роли             |
| ------------- | --- | ---------------- |
| Ашър Бишъп    | Къщата на Шумникови (в епизоди 3x09 – 4x23) Семейство Касагранде (в епизоди 1x19 – 2x13)                  | Линкълн Шумников |
| Бентли Грифин | Къщата на Шумникови (от епизод 6x03 – до средата на седми сезон) Семейство Касагранде (в епизоди 3x11-15) | Линкълн Шумников |
| Зак Калисън   | Стивън Вселенски: Филмът Стивън Вселенски: Бъдещето                                                       | Стивън Вселенски |
| Сам Винсънт   | Нинджаго: Майсторите на Спинджицу (от десети сезон) Нинджаго                                              | Лойд Гармадон    |
| Текс Хамънд   | Къщата на Шумникови (в епизоди 4x18 – 6x7) Семейство Касагранде (в епизод 1x04)                           | Линкълн Шумников |

Анимационни сериали
1. „Агент Бинки: А.С.Т.Р.О. агенти“ – Агент Бинки, 2020[25]
2. „АЛВИННН! и катеричоците“ – Бокартър Хъмфри / Полицай Денгъс
3. „Апчих!“ – Тео[25]
4. „Бакуган: Батъл Планет“ – Дан Кузо, 2019[4][25]
5. „Барбароните“ – Барбадан, 2019[25]
6. „Гоуст Форс“ – Майк, 2021[25]
7. „Монки Кид“ – Ем-Ка (по-късно е сменен от Владимир Зомбори в средата на втория сезон), 2022[25]
8. „Пазител на Лъвските земи“ – Банга, 2016[25]
9. „Спайди и невероятните му приятели“ – Вокален изпълнител, 2022[31]
10. „Хамстер и Гретел“ – Вокален изпълнител, 2023

Игрални сериали
1. „Колко неловко“, 2021
2. „Зарибени!“ – Хърли, 2022
3. „Намери ме в Париж“ – Даш, 2018
4. „Новаци“ – Ерик, 2020[25]

Анимационни филми
1. „Оглитата: Добре дошли в Смърделград“ – Италианец и строител, 2022[32]
2. „Скуби-Ду: Изпитанието на Шаги“ (дублаж на Александра Аудио) – Кайл, 2021
3. „Тайният свят на Финик“ – Джей Би, 2023[33][34][35]

Игрални филми
1. „Доктор Дулитъл“ – Томи Стъбинс (Хари Колет), 2020[25]
2. „Кучешки живот“ – Итън на 8 години, 2017[25]

## Други дейности
През ноември 2021 г. е сред победителите от първото издание на Digital Indie Lab.
През декември 2021 г. до ноември 2022 г. е водещ на първия български кино подкаст „Време за пуканки“ с влогъра Онур Коби.